# 장평초등학교 (충남)
장평초등학교는 대한민국 충청남도 청양군 장평면 중추리에 있는 공립 초등학교다.

## 학교 연혁
- 1934년 7월 15일 월산공립보통학교(4년제) 개교
- 1938년 4월 1일 적곡공립심상소학교(6년제)로 교명 변경
- 1941년 4월 1일 적곡공립국민학교로 변경
- 1950년 6월 1일 적곡국민학교로 교명 변경
- 1981년 3월 9일 병설유치원 개원
- 1987년 3월 1일 장평국민학교로 교명 변경
- 1994년 3월 1일 화산분교장 편입
- 1996년 3월 1일 장평초등학교로 교명 변경
- 1999년 3월 1일 화산분교장 통폐합, 학교급식 실시
- 2009년 3월 12일 꿈나무 자람관 준공
- 2015년 2월 14일 제78회 졸업(7명, 총 6,166명)
- 2015년 3월 1일 초등 6학급(특수1), 유치원 1학급 편성
- 2017년 2월 10일 제80회 졸업(5명, 총6178명)
- 2017년 3월 1일 초등 6학급(특수1), 유치원 1학급 편성
- 2025년 3월 1일 미당초등학교 통합

## 참고 자료
- 장평초등학교 - 한국교육학술정보원 학교알리미